# Donny Lia
Donny Lia (* 8. November 1980 in Jericho, Long Island, New York) ist ein US-amerikanischer Rennfahrer. Zurzeit fährt er einen Chevrolet Silverado mit der Startnummer 71 für The Racer’s Group in der NASCAR Craftsman Truck Series. Im Jahr 2007 gewann er die NASCAR Whelen Modified Tour.

## Rennkarriere

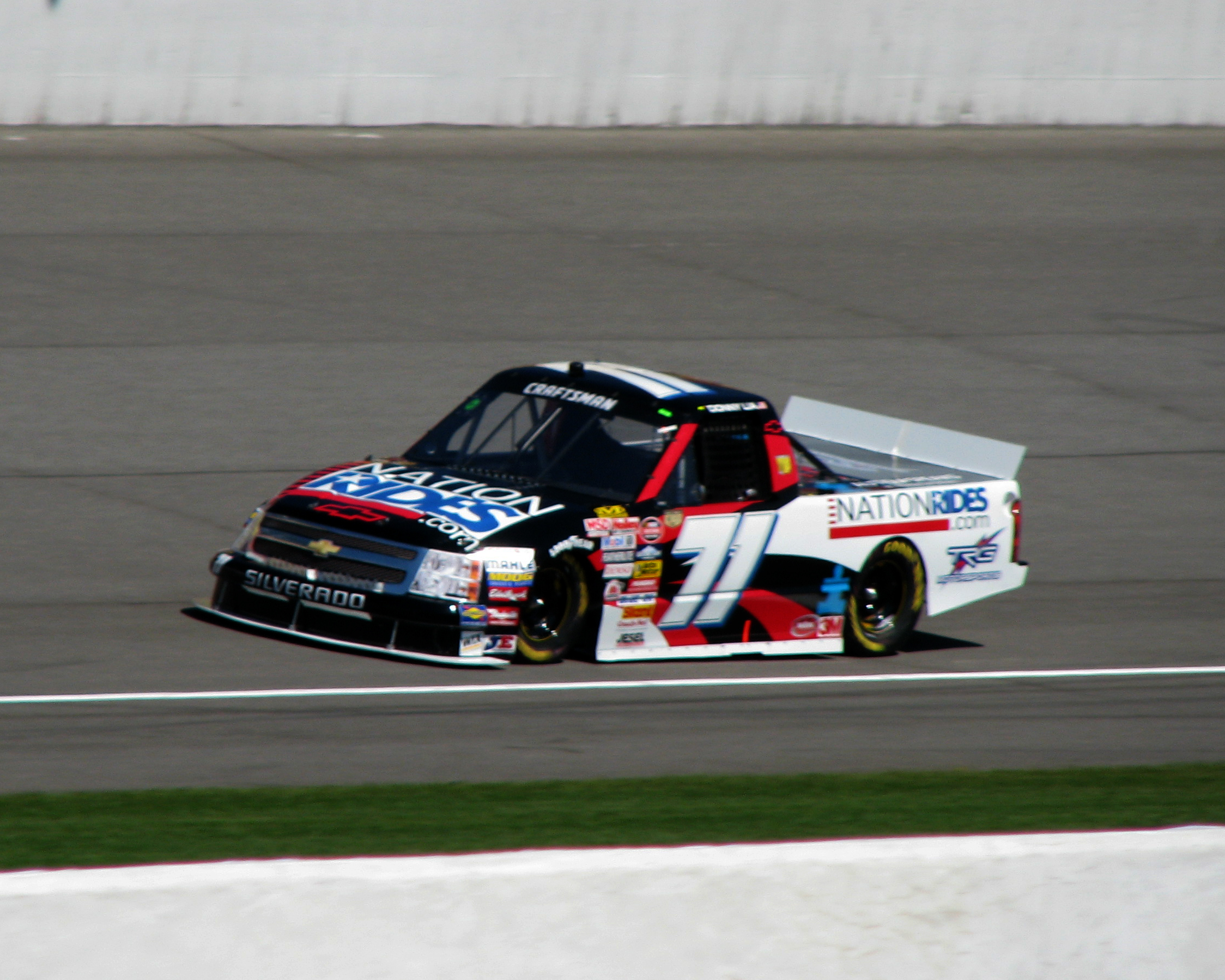
Donny Lia in Michigan, 2008

Bevor Donny Lia Rennfahrer wurde, maß er sich mit anderen Spielern weltweit bei Rennspielen am Computer. Er selbst sagt, das Computerspielen förderte sein Interesse am Motorsport, außerdem habe es seine Reflexe sowie seine Hand-Augen-Koordination verbessert.
1999 begann Lia mit dem so genannten Legends car racing, ein Automobilsport, der mit Replikaten der amerikanischen Straßenfahrzeuge aus den 1930er und 1940er Jahren ausgetragen wird. Sein erstes Rennen fuhr er auf dem Wall Township Speedway in Wall (New Jersey). Er gewann mehrere Rennen auf dem Areal, unter anderem das prestigeträchtige „Turkey Derby“. Mit Erfolg begann er 2000 Legend cars im gesamten Osten der Vereinigten Staaten zu fahren.
Auf dem Riverhead Raceway in Riverhead, New York, fuhr er 2001 sein erstes NASCAR-Modified-Division-Rennen. In derselben Saison gewann er den Titel „Rookie of the Year“ für den besten Nachwuchsfahrer. Seine ersten Erfahrungen in der Whelen Modified Tour sammelte er ebenfalls 2001. In der Saison 2002 erarbeitete er sich einen Platz als Vollzeitfahrer für die kommende Saison der NASCAR Modified Tour.
In der damaligen NASCAR Featherlite Modified Series platzierte er sich 2003 in der Top 10 und gewann den nächsten „Rookie of the Year“-Titel. 2004 heimste er fünf Pole-Positions – so viel wie kein anderer Fahrer – und damit auch den „Bud Pole Award“ ein. Er nahm auch beim Race of Champions Modified Tour teil und siegte beim zweiten North-South Shootout in Concord. In der Whelen-Modified-Tour-Saison 2005 gewann er zwei Rennen und beendete die Meisterschaft als sechster.
2006 fuhr Lia sein erstes Stockcar-Rennen in der ARCA-Serie, welches auf dem Nashville Superspeedway stattfand. In der gleichen Saison gewann er ein Rennen in der Modified Tour und startete zweimal von der Pole-Position aus. Drei weitere Veranstaltungen, die nicht von der NASCAR sanktioniert waren, gewann er ebenfalls.
In der Saison 2007 gewann er sechs Modified-Rennen in Martinsville, Stafford (zwei), Thompson, New Hampshire und Riverhead. Im vorletzten Saisonrennen sicherte er sich die Meisterschaft. Am 15. September 2007 fuhr er erstmals in der NASCAR Craftsman Truck Series. Gesteuert hatte er einen Toyota Tundra mit der Nummer 36 für Bill Davis Racing. Gegen Ende 2007 fuhr er die Nummer 59 für HT Motorsports. Aufgrund einer günstigen Sponsorenlage fuhr er die Saison 2008 im Chevrolet Silverado mit der Nummer 71 für The Racer’s Group. Wegen zu geringer Fahrpraxis durfte Lia in Daytona nicht starten und fuhr so sein erstes Saisonrennen in Fontana. Sein erstes Top-10-Resultat fuhr er mit dem neunten Platz auf dem Martinsville Speedway ein. Mit dem Ohio 250 gewann er am 24. Mai 2008 sein erstes Rennen. Somit war er der erste Fahrer nach Carl Edwards im Jahre 2003, der als Rookie ein Rennen der Craftsman Truck Series gewann.